# Claire Lacombe
Claire Lacombe (ur. 4 sierpnia 1765 w Pamiers – data i miejsce śmierci nieznane), w młodości aktorka. Zasłynęła działalnością podczas rewolucji francuskiej. Założycielka Stowarzyszenia Rewolucjonistek-Republikanek.

## Młodość
Lacombe urodziła się w prowincjonalnym miasteczku Pamiers w południowo-zachodniej Francji. W młodości była aktorką. Grała w różnych sztukach teatralnych na prowincji do roku 1792, gdy przeniosła się do Paryża. W teatrze nie odniosła wybitnych osiągnięć, a jej życie nie układało się szczęśliwie. Trupa teatralna, z którą współpracowała Lacombe wędrowała od miasta do miasta. Czasem występowała w zamkach oraz wiejskich dworach arystokratów. Prawdopodobnie doświadczenia z tego okresu miały wpływ na jej decyzję o odejściu z trupy i dołączeniu do rewolucjonistów.

## Działalność rewolucyjna
Podczas powstania z 10 sierpnia 1792 w Paryżu, Lacombe uczestniczyła w szturmie na Tuileries. W trakcie bitwy została postrzelona w ramię, lecz pomimo tego kontynuowała walkę. Z tego powodu obdarzono ją przydomkiem „Bohaterki 10 sierpnia”, który przylgnął do niej na resztę życia. Za odwagę podczas szturmu na Tuileries zwycięscy fédérés nagrodzili ją „koroną obywatelską”.
Lacombe zaczęła regularnie uczestniczyć w spotkaniach klubu kordelierów, obracając się w ten sposób w kręgach najbardziej radykalnych żywiołów rewolucji. W lutym 1793 wraz z inną działaczką rewolucyjną, Pauliną Léon, założyła Towarzystwo Rewolucyjnych Obywatelek Republikańskich. Organizacja ta składała się w większości z kobiet pochodzących z klasy robotniczej i plasowała się w jednym szeregu z najbardziej wojowniczymi ugrupowaniami sankiulotów i Wściekłych.
Stowarzyszenie działało jako rewolucyjna bojówka wśród paryskich przekupek. W celu piętnowania przeciwniczek rewolucji posługiwało się brutalnymi metodami.
Pomimo głęboko zakorzenionego w tamtych czasach szowinizmu, wokół Lacombe zgromadziło się kilku mężczyzn oddanych walce o prawa kobiet. Jednym z nich był Jean-Théophile Leclerc, z którym Lacombe związała się na pewien okres – do czasu, gdy Leclerc porzucił ją, by poślubić Pauline Léon.
W okresie terroru jakobińskiego Wściekłych poddano represjom - podobnie jak inne szczególnie radykalne ugrupowania, w tym także Stowarzyszenie Rewolucjonistek-Republikanek. Konwent Narodowy uznał ugrupowanie Lacombe za groźne aż do tego stopnia, że zdelegalizował wszystkie organizacje kobiece (30 października 1793).
Wyrugowana ze świata polityki Lacombe zamierzała powrócić do kariery aktorskiej. Jednak w kwietniu 1794 została aresztowana podczas próby wyjazdu do teatru, do Dunkierki.
Lacombe została zwolniona z więzienia dopiero 20 sierpnia 1795. Wróciła do aktorstwa, jednak zrezygnowała z niego po trzech miesiącach. Dalsze koleje jej losu pozostają nieznane.